# Persèfone
En la mitologia grega, Persèfone (Περσεφόνη) era una deessa, filla de Zeus i de Dèmeter, que es va haver de casar amb Hades i es va convertir en deessa de l'inframón. És una de les deesses més belles, després d'Afrodita.
Persèfone, com a deessa de la vegetació, amb la seva mare Demèter eren les figures centrals dels misteris d'Eleusis, que prometien als iniciats una vida feliç en la vida després de la mort.. Els orígens del seu culte són incerts, però es basava en antics cultes agraris de comunitats agrícoles. A Atenes se li van dedicar els misteris celebrats el mes d'Anthesterion. La ciutat de Locres Epizefiris a l'actual Calàbria (sud d'Itàlia), era famosa pel seu culte a Persèfone, on és una deessa del matrimoni i del part d'aquesta regió.

## Història
Quan Persèfone era jove, s'anomenava Core, que significa «donzella». Hades, déu del món subterrani, n'estava enamorat i un dia que Core va sortir a recollir flors, Hades la va raptar per convertir-la en la seva esposa. Quan Demèter es va adonar que la seva filla havia desaparegut, es va posar a buscar-la arreu del món durant nou dies i nou nits, però no la va trobar. Al final, va demanar ajuda a Zeus, que li va explicar el que havia passat i que Coré ja no era una donzella sinó l'esposa d'Hades i s'anomenava Persèfone. Això va fer enrabiar Dèmeter i, com que era la deessa de la fertilitat de la terra, va prohibir que les plantes creixessin i aviat tot el món va ser un desert.Al final, Zeus va ordenar a Hades que retornés Persèfone a la seva mare, però això ja no era possible perquè, mentre Persèfone havia estat als inferns, havia menjat sis grans d'una magrana i tot aquell que tastava l'aliment dels morts ja no podia abandonar aquell món. Però com que Persèfone només havia menjat sis grans, es va acordar que podria passar 6 mesos de l'any al món dels vius i l'altra meitat de l'any al món dels morts (altres versions diuen 3 i 9 mesos, respectivament).
Persèfone tenia el poder de fer passar els vius al regne dels morts només tallant-se un cabell (el fil del destí).
A Roma, se la va identificar amb Prosèrpina i el seu equivalent egipci era Isis. Totes tres simbolitzen el mateix, la llavor que penetra profundament en la terra fins que germina, brota i torna a sortir a la llum del sol.
Se sol representar com una noia jove amb un ram de narcisos a la mà (les flors que collia quan la van raptar) o asseguda en un tron de fusta (com a reina dels inferns) o també al costat d'Hades, dalt d'un carro tirat per quatre cavalls negres.

## Visió general
La figura de Persèfone és actualment molt coneguda. La seva història té un gran poder emocional: una donzella innocent, el dolor d'una mare pel rapte i la tornada de la seva filla. També és citada amb freqüència com a paradigma dels mites que expliquen processos naturals, amb el descens i la tornada de la deessa provocant el canvi d'estació.
Però els grecs també coneixien una altra faceta de Persèfone. Ella era, a més, la terrible reina dels morts, el nom de la qual no era segur pronunciar en veu alta i a la qual es referien com "la Donzella". En l'Odissea, quan Odisseu viatja a l'inframon, al·ludeix a ella com a "Reina de Ferro". El seu mite central, encara amb tota la seva familiaritat emotiva, era també el context tàcit dels estranys ritus iniciàtics secrets de regeneració dels misteris eleusins, que prometien la immortalitat als participants: una immortalitat en el món subterrani de Persèfone, en un banquet amb els herois sota la seva mirada.

## El mite del segrest
En el panteó olímpic, Persèfone té un pare: segons la Teogonia d'Hesíode era filla de Zeus i Dèmeter.
| « | I ell [Zeus] anà al llit de l'abundant Dèmeter, la qual va concebre Persèfone, la de blancs braços, robada per Hades del costat de la seva mare. | » |

Tanmateix, Persèfone no tenia una posició estable a l'Olimp. Solia viure molt lluny dels altres déus, ja que era una deessa de la natura anterior a plantar llavors i conrear plantes. En la tradició olímpica, fou afalagada per Hermes, Ares, Apol·lo i Hefest, però ella rebutjà tots llurs regals i Dèmeter allunyà la seva filla de la companyia dels déus. Així doncs, duia una vida pacífica fins que es convertí en la deessa de l'inframon i això, segons els mitògrafs olímpics, no va succeir fins que Hades la segrestà i se l'endugué. Persèfone collia flors innocentment amb algunes nimfes (i amb Atena i Àrtemis, segons l'himne homèric) en un camp d'Enna quan Hades va aparèixer-hi, emergint d'una esquerda de la terra. La vida quedà paralitzada mentre la pobra Dèmeter (deessa de la terra) cercava pertot la seva filla perduda. Hèlios, que tot ho veia, va acabar explicant-li què havia passat.
Finalment, Zeus no pogué suportar més l'agonia de la terra i obligà Hades a tornar Persèfone, i envià Hermes perquè la rescatés. L'única condició que va posar per a alliberar Persèfone fou que no mengés res en tot el trajecte, però Hades l'enganyà perquè mengés sis llavors d'una magrana, que l'obligaven a tornar cada any un mes per cada llavor. En algunes versions, Ascàlaf digué als altres déus que Persèfone havia menjat voluntàriament les llavors de la magrana. Quan Dèmeter i la seva filla eren juntes, la terra floria de vegetació. Fou durant el seu viatge per a rescatar Persèfone dels inferns quan Dèmeter va revelar els misteris d'Eleusis. Persèfone és feliç tant a l'infern com amb la seva mare: Demèter.